# 나카노고촌 (도쿄도)
나카노고촌(中之郷村)은 도쿄도 하치조 지청에 설치되었던 촌이다. 현재의 하치조정에 해당한다.